# Sesia (bướm đêm)
Sesia là một chi bướm đêm thuộc họ Sesiidae.

## Các loài
- Sesia apiformis (Clerck, 1759)
- Sesia bembeciformis (Hübner, [1803-1806])
- Sesia flavicollis (Hampson, [1893])
- Sesia gloriosa (Le Cerf, 1914)
- Sesia himachalensis  Kallies & de Freina, 2009
- Sesia huaxica  Xu, 1995
- Sesia ladakhensis  Špatenka, 1990
- Sesia melanocephala  Dalman, 1816
- Sesia nirdhoji  Petersen & Lingenhöle, 1998
- Sesia oberthueri (Le Cerf, 1914)
- Sesia przewalskii (Alpheraky, 1882)
- Sesia ruficollis  Petersen & Lingenhöle, 1998
- Sesia siningensis (Hsu, 1981)
- Sesia solitera  Špatenka & Arita, 1992
- Sesia tibetensis  Arita & Xu, 1994b
- Sesia timur (Grum-Grshimailo, 1893)
- Sesia yezoensis (Hampson, 1919)
- Sesia ignicollis (Hampson, [1893])
- Sesia ommatiaeformis (Moore, 1891)
- Sesia repanda (Walker, 1856)
- Sesia spartani  Eichlin & Taft, 1988
- Sesia tibialis (Harris, 1839)

## Hình ảnh

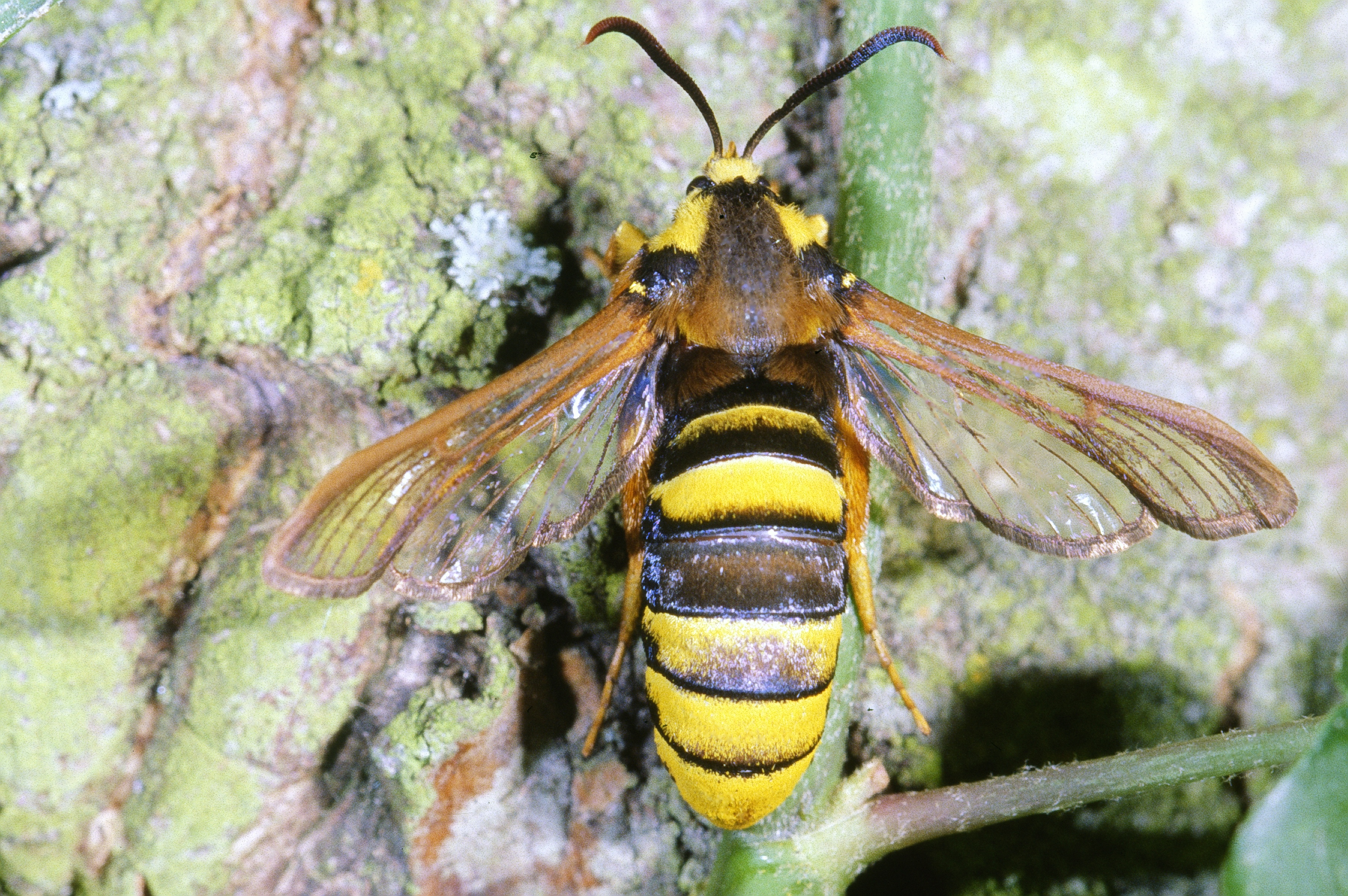
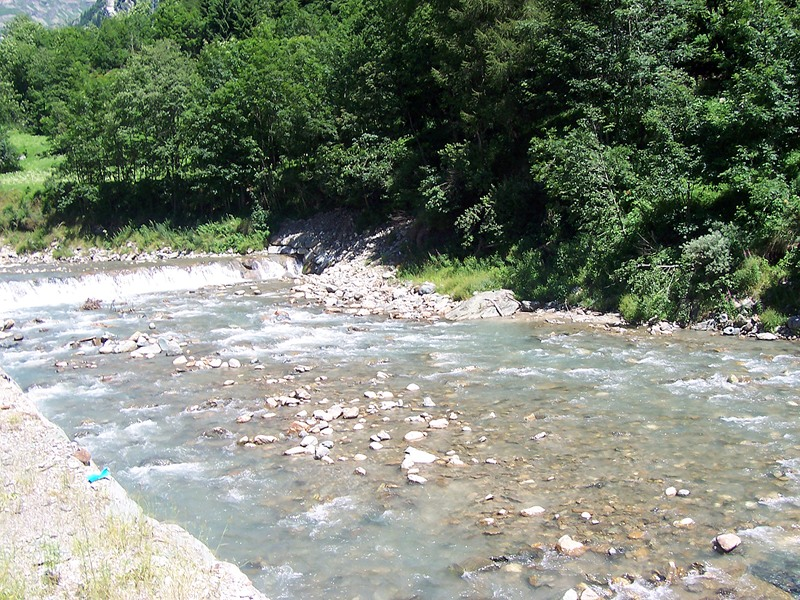
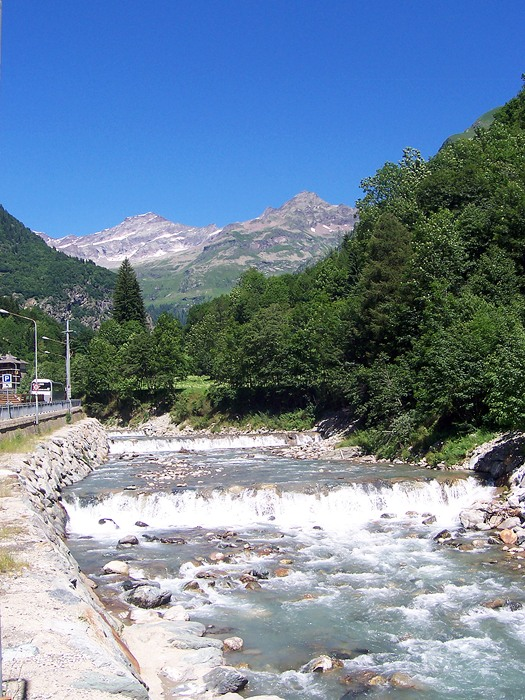
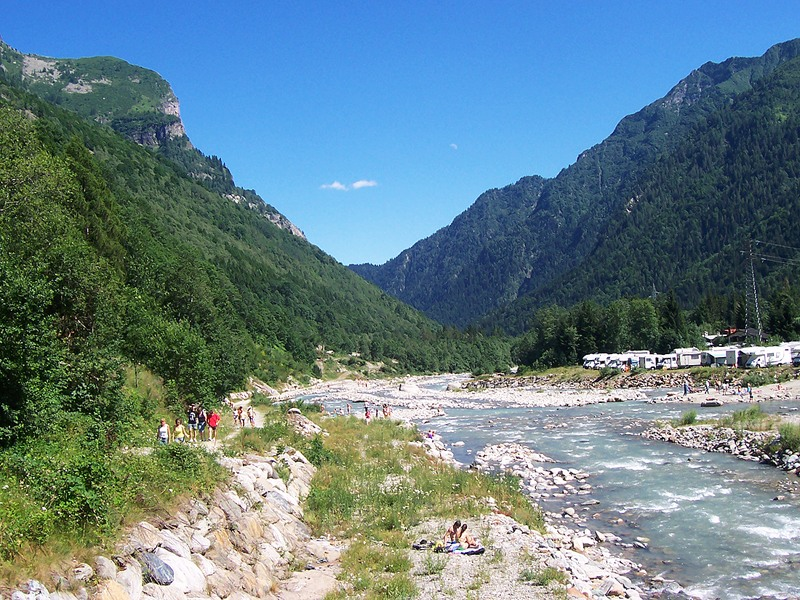